# Macaé Esporte Futebol Clube
Il Macaé Esporte Futebol Clube è una squadra di calcio di Macaé in Brasile. Fondata nel 2001, milita attualmente in Campeonato Carioca.

## Storia

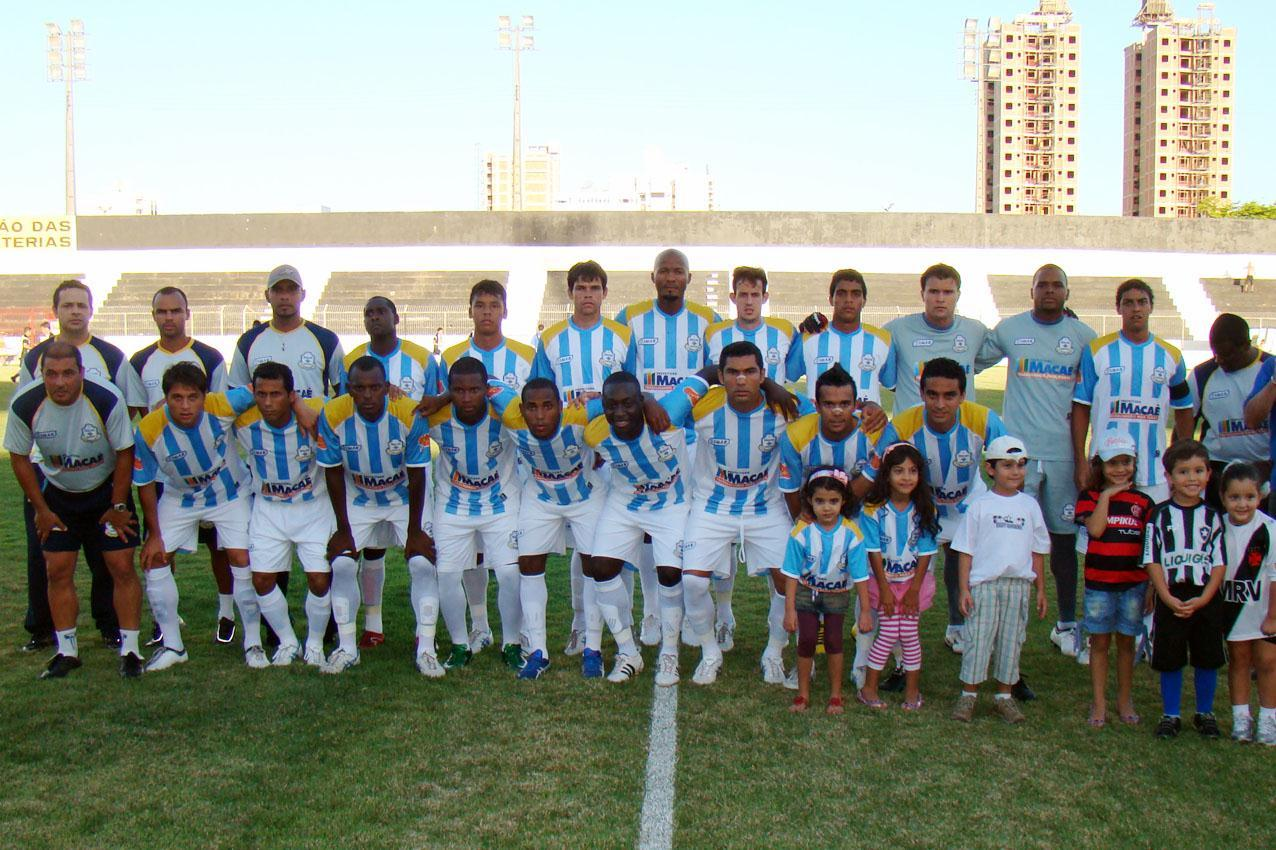
Macaé Esporte squadra che ha ottenuto l'accesso alla Serie C del Campionato Brasiliano nel 2009

Il club viene fondato il 17 luglio 1990 con il nome di Botafogo Football Club. Inizialmente è un club amatoriale, ma inizia a giocare nello stesso anno della sua fondazione, quando è organizzato un torneo dall'Associação Macaense de Futebol. I primi titoli risalgono alla metà degli anni '90. Il club vince infatti il campionato macaense nel 1994 e nel 1995.
Nel 1998 la squadra passa al professionismo iniziando a militare nella Série C del Campionato Carioca, il campionato regionale dello stato di Rio de Janeiro, in cui guadagna il primo posto e la promozione nella Série B del Campeonato Carioca. Nel 2000 diviene Macaé Esporte Futebol Clube e nel 2002 è secondo in Série B. Nel 2003 il club gioca per la prima volta un campionato nazionale, il Campeonato Brasileiro Série C.
Dopo aver sciupato in due occasioni la possibilità di disputare la Série B, tutto cambia nel 2014, quando sotto la guida di Josué Teixeira l'emergente Macaé riesce nell'impresa di battere il Fortaleza al Castelão di fronte a 63.000 persone e ottenere quindi la promozione in Série B. Nel novembre 2014, un mese dopo, vince anche il Campeonato Brasileiro Série C pareggiando per 3-3, di fronte ai 37.000 tifosi dello Stadio Olímpico do Pará di Belém, sul campo del Paysandu e vincendo il confronto per la regola dei gol fuori casa (dopo l'1-1 dell'andata).

## Palmarès

### Competizioni nazionali
- Campeonato Brasileiro Série C: 1

2014

### Altri piazzamenti
- Campeonato Brasileiro Série D:

Secondo posto: 2009
- Campeonato Carioca Série B1

Secondo posto: 1999, 2002